# Prosymna frontalis
Prosymna frontalis är en ormart som beskrevs av Peters 1867. Prosymna frontalis ingår i släktet Prosymna och familjen snokar. Inga underarter finns listade i Catalogue of Life.
Arten förekommer i Sydafrika, Namibia och södra Angola. Honor lägger ägg.